# „Poszczące dziewczęta”
„Poszczące dziewczęta” – młode dziewczęta głównie z epoki wiktoriańskiej, zwykle przed okresem dojrzewania, które twierdziły, że są w stanie przetrwać przez nieokreślony czas bez jakiegokolwiek pożywienia. „Poszczące dziewczęta”, z których większość pochodziła z klasy średniej lub wyższej, miały mieć specjalne moce religijne lub magiczne. Zdolność do przeżycia bez pożywienia przypisywano niektórym świętym, w tym Katarzynie ze Sieny (która w rzeczywistości prawdopodobnie zmarła wskutek niejedzenia w ramach zjawiska anorexia mirabilis), Ludwinie z Schiedam, Therese Neumann. Uważano za cud i znak świętości. Pod koniec XIX wieku odnotowano liczne przypadki „poszczących dziewcząt”. Wierzący uważali takie przypadki za cudowne. W niektórych przypadkach dziewczęta miały stygmaty. Żyły w czasach, w których popularność zyskiwał spirytyzm, więc podaje się, że do wyrzeczeń lub mistyfikacji mogło je skłaniać pragnienie sławy, ale raczej nie korzyści materialne. Na pewno znaczenie miał XIX-wieczny ideał piękna: zachowanie bladości cery, omdlenia, ograniczanie jedzenia, które postrzegano jako zwierzęce, seksualne i oznakę braku kontroli. Opinia publiczna nie była zainteresowana „poszczącymi chłopcami”, brakowało im wizerunku pobożnej dziewicy, której blada cera symbolizowała moralną i cielesną czystość. Lekarze, tacy jak William A. Hammond, przypisywali to zjawisko oszustwom i histerii dziewcząt. Historyk Joan Jacobs Brumberg uważa to zjawisko za wczesny przykład jadłowstrętu psychicznego. 

## Przed XIX wiekiem
W czasopismach medycznych wydawanych między XVII a XIX wiekiem notowano relacje o młodych kobietach, które głodziły się od kilku miesięcy do wielu lat. 
Jane Balan, jedenastoletnia dziewczynka mieszkająca w XVII-wiecznej Francji, odmówiła spożywania mięsa i napojów przez trzy lata. Doszło do ekstremalnego wyniszczenia jej żołądka. Inne organy były zdrowe. Niektórzy myśleli, że stan dziewczynki był spowodowany „nikczemną mocą”, przeklętym jabłkiem. 
Martha Taylor była chorowitym dzieckiem. Jako nastolatka została przykuta do łóżka. W latach 1668–1669 odmawiała jedzenia przez 13 miesięcy. Mimo obserwacji, nie znaleziono dowodów, że była potajemnie karmiona. Od kiedy z nieznanych powodów sąsiadka uderzyła ją w plecy, stan Marthy pogarszał się. Krwawiła z ust, miała ciągłą gorączkę, płakała krwawymi łzami. W miarę jak jej stan się pogarszał, miała ochotę wyrywać sobie włosy. W końcu nie była w stanie mówić. Chociaż górna część jej ciała wyglądała normalnie, od żeber w dół była chora. Żyła co najmniej do 18 roku życia. 

## Josephine Marie Bedard
Znana była jako „poszcząca dziewczyna z Tingwick”. W 1889 „The Boston Globe” opublikował artykuł, z którego wynikało, że Josephine to oszustka. Dowody były poszlakowe. W jednej z kieszeni jej ubrania znaleziono nadgryzionego pączka. Zauważono, że z półmiska z trzema kawałkami smażonych ziemniaków zniknął jeden. Kiedy raportująca sprawę osoba wróciła, Josephine miała przyłożoną do ust chusteczkę. Dziewczyna, oskarżona o oszustwo, załamała się i płakała. Wcześniej mówiła, że czerpie siły z powietrza i energii księżyca.
Poszczące dziewczyny były ciekawostką, dlatego wiele firm i osób chciało je wystawiać np. w popularnych wówczas pokazach dziwaków lub ludzkim zoo. Dwa różne przedsiębiorstwa z Bostonu, Nickelodeon oraz muzeum Stone and Shaw, rywalizowały w sądzie o prawo do publicznego „pokazania dziewczyny”. Był to również element naukowego dociekania o prawdziwości przypadku Bedard. Niemniej znane są przypadki kobiet, które głodowały i były atrakcją pokazywaną publicznie. Na przełomie XIX i XX wieku taką sławę zyskała Claire Serval.

## Lenora Eaton
Przypadek Lenory Eaton zyskał rozgłos w New Jersey w 1881. Szanowani obywatele miasta mówili o niej jako o osobie, która „żyła bez jedzenia”. Dziewczyna była uważana za „szczególną osobę i symbol wiary w cuda”. Kiedy zbadano jej sprawę, wysyłając lekarzy, aby jej pomogli, Eaton nadal odmawiała jedzenia. Zmarła po 45 dniach. Pogłoski o tym, że była cudowna, były nieprawdą.

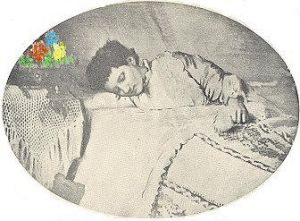
Młoda Mollie Fancher w łóżku

## Mollie Fancher
Mary J. „Mollie” Fancher (1848–1916), znana również jako „Brooklyn Enigma”, uczęszczała do renomowanej szkoły i była wzorową uczennicą. W wieku 16 lat zdiagnozowano u niej niestrawność. W 1864 została zrzucona z konia i uderzyła głową o chodnik. W 1865 wypadła z bryczki konnej i przez kilkaset metrów była ciągnięta po ziemi za sukienkę. W wyniku wypadku straciła wzrok, smak i węch. Miała uszkodzony kręgosłup i układ nerwowy. Rankiem 3 lutego 1866 nagle wrzasnęła, stanęła na palcach i kręciła się po podłodze jak bąk. Zaniesiono ją do łóżka. Spędziła w nim 50 lat. Twierdziła, że doświadczyła serii transów, mogła „widzieć” przedmioty przez dotyk, przepowiadać przyszłość i czytać mimo utraty wzroku. Odmówiła przyjmowania posiłków. Pod koniec lat 70. XIX wieku twierdziła, że przez wiele miesięcy jadła niewiele lub wcale. Lekarze i ludzie zaczęli kwestionować jej umiejętności i chcieli przeprowadzić testy w celu ustalenia prawdy. W latach 90. XIX wieku stan Mollie poprawił się. Odzyskała wzrok i mogła się poruszać. Jej moce zanikły. W 1916 prezydent Woodrow Wilson wysłał jej list z okazji „złotego jubileuszu”. Zmarła w lutym 1916. Nigdy nie zweryfikowano, czy mówiła prawdę. Na jej grobie umieszczono inskrypcję, według której „poznała sekret życia”.

## Sarah Jacob
Sarah Jacob (ur. 12 maja 1857, zm. 17 grudnia 1869), urodziła się w Lletherneaudd niedaleko Pencader w Carmarthenshire jako córka rolnika. W rodzinie była znana jako „Sal”. Zyskała rozgłos jako „poszcząca walijska dziewczyna”. Jej rodzina twierdziła, że po ukończeniu 10 roku życia dziewczynka w ogóle nie jadła. Miało się to stać po tajemniczej chorobie obejmującej napady konwulsji. Miejscowy pastor, początkowo sceptyczny, przekonał się do Sarah, która zaczęła cieszyć się rozgłosem. Otrzymywała liczne prezenty i darowizny od ludzi, którzy wierzyli, że jest cudowna. W sypialni, w której Sarah leżała całymi dniami, łóżko było pokryte wstążkami, kwiatami i książkami, które dostała. Można było dotknąć jej dłoni lub twarzy. Sceptyczni lekarze zaproponowali, aby była monitorowana. W tym celu do domu Jacobów w 1869 wysłano cztery pielęgniarki z londyńskiego Guy's Hospital. Dom sprawdzono, poszukując ukrytej żywności. Rodzice Sarah zgodzili się nie ścielić jej łóżka ani nie pozwalać siostrze spać obok niej. Pielęgniarki zostały poinstruowane, aby nie odmawiały dziewczynie jedzenia, jeśli o to poprosi, i by dopilnowały, aby wszystko, co otrzyma, było rejestrowane. Po dwóch tygodniach dziewczyna wykazywała wyraźne oznaki głodu. Rodzice odmawiali podania córce jedzenia, nawet gdy poinformowano ich, że dziewczyna umiera. Twierdzili, że często widywali ją w takim stanie i że brak jedzenia nie ma nic wspólnego z jej stanem. Jacob zmarła kilka dni później. Okazało się, że wcześniej potajemnie spożywała bardzo małe ilości jedzenia, czego nie mogła robić pod nadzorem lekarza. W lipcu 1870 rodzice Sarah, Evan i Hannah Jacob, zostali oskarżeni za zabójstwo i skazani na ciężkie roboty. Mówili tylko po walijsku i trzeba było dla nich tłumaczyć postępowanie sądowe. Nie przyznali się do winy.

## Christina Marshall
Znana była jako „Strathaven Fasting Girl”. W 1881 w prasie pisano, że „ukończyła swój osiemnasty tydzień bez jedzenia”.

## Ann Moore
Przypadek „udającej post kobiety z Tutbury” to historia z hrabstwa Staffordshire. Moore twierdziła, że przez 6 lat nie jadła nic poza miąższem kilku czarnych porzeczek. We wrześniu 1808 grupa mieszkańców z okolicy chciała sprawdzić prawdziwość jej twierdzeń. Ustalono, że Ann, choć wychudzona, rzeczywiście żyła bez jedzenia i picia. Raport komisji miał być dowodem „cudu”. Tłumy gości zaczęły napływać do Staffordshire, wiele osób przekazało jej znaczne datki. Kolejna bardziej rygorystyczna kontrola w 1813 wykazała, że Moore była „nikczemną oszustką”. Ustalono, że „dotkliwie cierpiała z powodu niedostatku” i „szybko drastycznie schudła”. Okazało się, że zarabiająca 400 funtów na pokazywaniu się odwiedzającym, była karmiona przez córkę. Kobieta myła twarz matki ręcznikami nasączonymi sosem, mlekiem lub marantą i podawała jedzenie do ust matki podczas pocałunków.
Jej figura woskowa została wystawiona w Bostonie. Portret Moore wisi w British Museum.

## Ann Morgan
Morgan mieszkała w małej wiosce. Zanim jej historia została opisana w lokalnej gazecie Aberystwyth, rzekomo nie jadła od ponad 100 dni. Matka złożyła wniosek o pomoc finansową na pokrycie kosztów dodatkowej opieki nad córką. Kiedy przyznający zasiłek spotkali się, aby omówić jej prośbę, dr Jones, lekarz, który zbadał Ann, stwierdził, że sprawa była mistyfikacją. Zaoferował matce Ann bilety kolejowe do ambulatorium w Aberystwyth, jeśli zgodzi się umieścić tam córkę pod nadzorem lekarskim. Ann w szpitalu była karmiona na siłę, dopóki nie zaczęła sama jeść. Przed hospitalizacją Morgan miała kilku gości – w większości sąsiadów. W latach 80. i 90. XIX wieku według i lekarzy, i opinii publicznej karmienie na siłę było standardem i najlepszym rozwiązaniem w leczeniu „poszczących dziewczyn”.

## Kate Smulsey
Według rodziny Kate nie jadła nic oprócz małego kawałka arbuza i bulionu wołowego. W połowie lat 80. XIX wieku „poszczącą dziewczynę z Fort Plain” odwiedziło ponad 1000 osób. Nie jadła od ponad roku. Lekarze byli tak zafascynowani jej historią, że wysyłali prośby, by móc ją zbadać, nawet z Japonii. Rodzice próbowali nakłonić ją do jedzenia, ale odmówiła. Twierdziła, że przez jedzenie „staje się purpurowa i wzdęta”. Zmarła w 1885 w wieku 20 lat. Ważyła 75 funtów.

## W kulturze popularnej
Życie i śmierć Sarah Jacob zostały przedstawione w różnych powieściach, w tym walijskiej książce Sarah Arall autorstwa Aleda Islwyna (1982) oraz w sztuce Gwenlyn Parry zatytułowanej Sal. Powieść Emmy Donoghue The Wonder z 2016 została zaadaptowana jako film o tym samym tytule (2022). Oba dzieła czerpały ze sprawy Sarah Jacob. Na potrzeby powieści Emma Donoghue zbadała prawie 50 przypadków poszczących dziewcząt w Irlandii, Wielkiej Brytanii, Europie Zachodniej, Stanach Zjednoczonych i Kanadzie notowanych od XVI do XX wieku.